# Egyptian National Football League 2017
La Egyptian National Football League 2017 è stata la 3ª edizione del campionato di football americano di primo livello, organizzato dalla EFAF. È stata l'ultima edizione della competizione non valevole per il titolo nazionale.
La finale è stata giocata il 7 aprile.

## Squadre partecipanti
| Club             | Città               | Stadio | Sponsor ufficiale | Risultato nella stagione 2016 |
| ---------------- | ------------------- | ------ | ----------------- | ----------------------------- |
| Cairo Bears      | New Cairo           |        |                   |                               |
| Cairo Hellhounds | Il Cairo            |        |                   |                               |
| Cairo Wolves     | Giza                |        |                   |                               |
| GUC Eagles       | New Cairo           |        |                   |                               |
| MSA Tigers       | Città del 6 ottobre |        |                   |                               |

## Stagione regolare

### Calendario

#### 1ª giornata
| 17 febbraio 2017, ore 15:00 | Cairo Wolves | 36 – 30 referto | MSA Tigers |  |

| 17 febbraio 2017, ore 18:00 | GUC Eagles | 21 – 8 referto | Cairo Bears |  |

| 17 febbraio 2017, ore 19:00 | GUC Eagles | 13 – 0 referto | Cairo Hellhounds |  |

#### 2ª giornata
| 24 febbraio 2017, ore 15:00 | Cairo Wolves | 20 – 13 referto | Cairo Hellhounds |  |

| 24 febbraio 2017, ore 18:00 | GUC Eagles | 16 – 7 referto | MSA Tigers |  |

#### 3ª giornata
| 3 marzo 2017, ore 15:00 | Cairo Bears | 12 – 33 referto | Cairo Hellhounds |  |

| 3 marzo 2017, ore 19:00 | GUC Eagles | 27 – 6 referto | Cairo Wolves |  |

#### 4ª giornata
| 10 marzo 2017, ore 15:00 | Cairo Bears | 6 – 34 referto | Cairo Wolves |  |

| 10 marzo 2017, ore 19:00 | MSA Tigers | 29 – 27 referto | Cairo Hellhounds |  |

#### 5ª giornata
| 17 marzo 2017, ore 15:00 | Cairo Bears | 0 – 58 referto | MSA Tigers |  |

### Classifica
La classifica della regular season è la seguente:
- PCT = percentuale di vittorie, G = partite giocate, V = partite vinte, P = partite perse, PF = punti fatti, PS = punti subiti

| Pos. | Squadra          | PCT   | G | V | N | P | PF  | PS  |
| ---- | ---------------- | ----- | - | - | - | - | --- | --- |
| 1    | GUC Eagles       | 1.000 | 4 | 4 | 0 | 0 | 77  | 21  |
| 2    | Cairo Wolves     | .750  | 4 | 3 | 0 | 1 | 96  | 76  |
| 3    | MSA Tigers       | .500  | 4 | 2 | 0 | 2 | 124 | 79  |
| 4    | Cairo Hellhounds | .250  | 4 | 1 | 0 | 3 | 73  | 74  |
| 5    | Cairo Bears      | .000  | 4 | 0 | 0 | 4 | 26  | 146 |

## Playoff

### Tabellone
|  | Semifinali | Semifinali   | Semifinali |            |   | III Egyptian Bowl | III Egyptian Bowl | III Egyptian Bowl |  |
|  |            |              |            |            |   |                   |                   |                   |  |
|  |            |              |            |            |   | 1                 | GUC Eagles        | 27                |  |
|  |            |              |            |            |   | 1                 | GUC Eagles        | 27                |  |
|  |            |              |            | MSA Tigers | 6 |                   |                   |                   |  |
|  | 2          | Cairo Wolves | 12         | MSA Tigers | 6 |                   |                   |                   |  |
|  | 2          | Cairo Wolves | 12         |            |   |                   |                   |                   |  |
|  | 3          | MSA Tigers   | 26         |            |   |                   |                   |                   |  |

### Semifinale
| 31 marzo 2017, ore 16:00 | Cairo Wolves | 12 – 26 referto | MSA Tigers |  |

### III Egyptian Bowl
| 7 aprile 2017, ore 16:00 | GUC Eagles | 27 – 6 referto | MSA Tigers |  |

## Verdetti
- GUC Eagles Campioni della ENFL 2017